# Retrat del Duc de Benavente
El Retrat de Juan Alonso Pimentel, Duc de Benavente, és una obra d'El Greco, realitzada circa 1599, conservada al Museu Bonnat-Helleu de Baiona, al País Basc francès, departament dels Pirineus Atlàntics.

## Tema de l'obra
Tot i que no existeix una absoluta certesa, aquest retrat molt probablement representa Juan Alonso Pimentel de Herrera y Enríquez (1552-1621), VIIIe comte i Ve Duc de Benavent, VIIIe comte de Mayorga i IIIe comte de Villalón de Campos, a més de pertànyer a Orde de Sant Jaume. A l'època en la qual es va encarregar aquest retrat, el duc de Benavente era virrei de València, (1598-1602). Per segones núpcies, esdevingué gendre de Lluís de Requesens i Zúñiga, antic gobernador dels Països Baixos espanyols.

## Anàlisi de l'Obra
Oli sobre llenç; 107,2 x 78,5 cm.; circa 1599; Museu Bonnat-Helleu; Baiona.
Segons Harold Wethey, la postura és rígida, i la figura no assoleix el grau de perfecció d'altres retrats d'El Greco. Tot i que li manca una neteja, l'estat de conservació és bo.
D'acord amb Manuel Bartolomé Cossío, malgrat que aquest personatge potser no sigui el Duc de Benavente, no hi ha dubte que aquest llenç representa un Gran d'Espanya, pel seu noble aspecte, la seva vestimenta, la delicadesa de l'encaix de l'alt escarolat al seu coll, i l'espasa que porta. Aquest retrat, segons Manuel B. Cossío, degut al capteniment aristocràtic que demostra el personatge, és digne de fer parella amb El cavaller de la mà al pit, mentre que per la seva perfecció tècnica mereix tenir un lloc entre els millors retrats d'El Greco.